# Петров, Николай Семёнович
Николай Семёнович Петров (1915—1942) — участник Великой Отечественной войны, Герой Советского Союза, механик-водитель танка, старшина.

## Биография
Николай Семёнович Петров родился в городе Ставрополь в семье рабочего. Русский.
В Красной Армии с 1941 года. На фронте Великой Отечественной войны с июня 1942 года. Механик-водитель танка 380-го танкового батальона (174-я танковая бригада, 17-й танковый корпус, Воронежский фронт).
С 1 по 14 июля 1942 года ежедневно по 2-3 раза водил свою машину в бой, вместе с другими членами экипажа уничтожил 9 орудий, 4 миномётных батареи, 6 танков.
В бою за рощу Фигурная (ныне в черте города Воронеж) 14 июля 1942 года был смертельно ранен, с перебитыми ногами сумел вывести машину с раненными членами экипажа в Подгорное, занятое нашими войсками.
Что было потом, рассказал впоследствии военком бригады старший батальонный комиссар М. М. Устинов:

Когда истерзанная «тридцатьчетверка» подошла к командному пункту, то долго из неё никто не показывался. Но вот открылся люк механика-водителя, из него с трудом выбрался старшина Петров. Он попытался встать на ноги, рука потянулась к шлему. Видимо, танкист хотел доложить о результатах боя, но тут же без сознания рухнул на землю. И вдруг мы увидели, что у Петрова вместо ног были култышки. Как же он вёл машину с таким ранением? Это был поистине железный человек!
Указом Президиума Верховного Совета СССР «О присвоении звания Героя Советского Союза начальствующему и рядовому составу Красной Армии» от 4 февраля 1942 года за «образцовое выполнение боевых заданий командования на фронте борьбы с немецкими захватчиками и проявленными при этом отвагу и геройство» удостоен посмертно звания Героя Советского Союза.

## Награды
- Звание Героя Советского Союза присвоено 4 февраля 1943 года.
- Орден Ленина.